# Inhalationssteroid
Inhalationssteroider (glukokortikoider) är ett kortisonpreparat som utgör grunden i all astmabehandling. Det används förebyggande och verkar genom att dämpa inflammationen i luftrören.
Förr togs astmamedicin enbart i tablettform. Patienten fick då i sig mer kortison och fick lätt biverkningar. Inhalationssteroiderna, distribuerade genom inhalation, gör så läkemedlet hamnar direkt där det ska verka d.v.s. i luftrören. Den totala mängden kortison blir mycket mindre, liksom biverkningarna. 
Det finns flera olika typer av inhalationssteroider i Sverige. De vanligaste innehåller budesonid eller flutikason. I Sverige behandlas de flesta astmatiker med kortison via pulverinhalator.
Vissa systemiska biverkningar som rastlöshet, nervositet, depression och muskelvärk förekommer dock även med inhalationssteroider. Hos barn har hyperreaktivitet rapporterats. Vanligare är dock lokala reaktioner såsom lätt halsirritation eller heshet. Sköljning av munnen med vatten efter varje inhalation minskar risken för dessa reaktioner.